# سوکنه
سوکنه (به عربی: سوکنة) یک منطقهٔ مسکونی در لیبی است که در استان جفره واقع شده‌است. سوکنه ۹٬۸۸۷ نفر جمعیت دارد.